# John Condon
John Condon (n. 28 februarie 1889, Greater London, Anglia, Regatul Unit al Marii Britanii și Irlandei – d. 21 februarie 1919, Greater London, Anglia, Regatul Unit al Marii Britanii și Irlandei) a fost un boxer, medaliat olimpic. A participat la o ediție a Jocurilor Olimpice (1908) în care a câștigat o medalie de argint.

## Participări
Lista de mai jos prezintă principalele competiții la care a participat John Condon de-a lungul carierei.
- boxing at the 1908 Summer Olympics – bantamweight[*]